# Bostoni sortűz

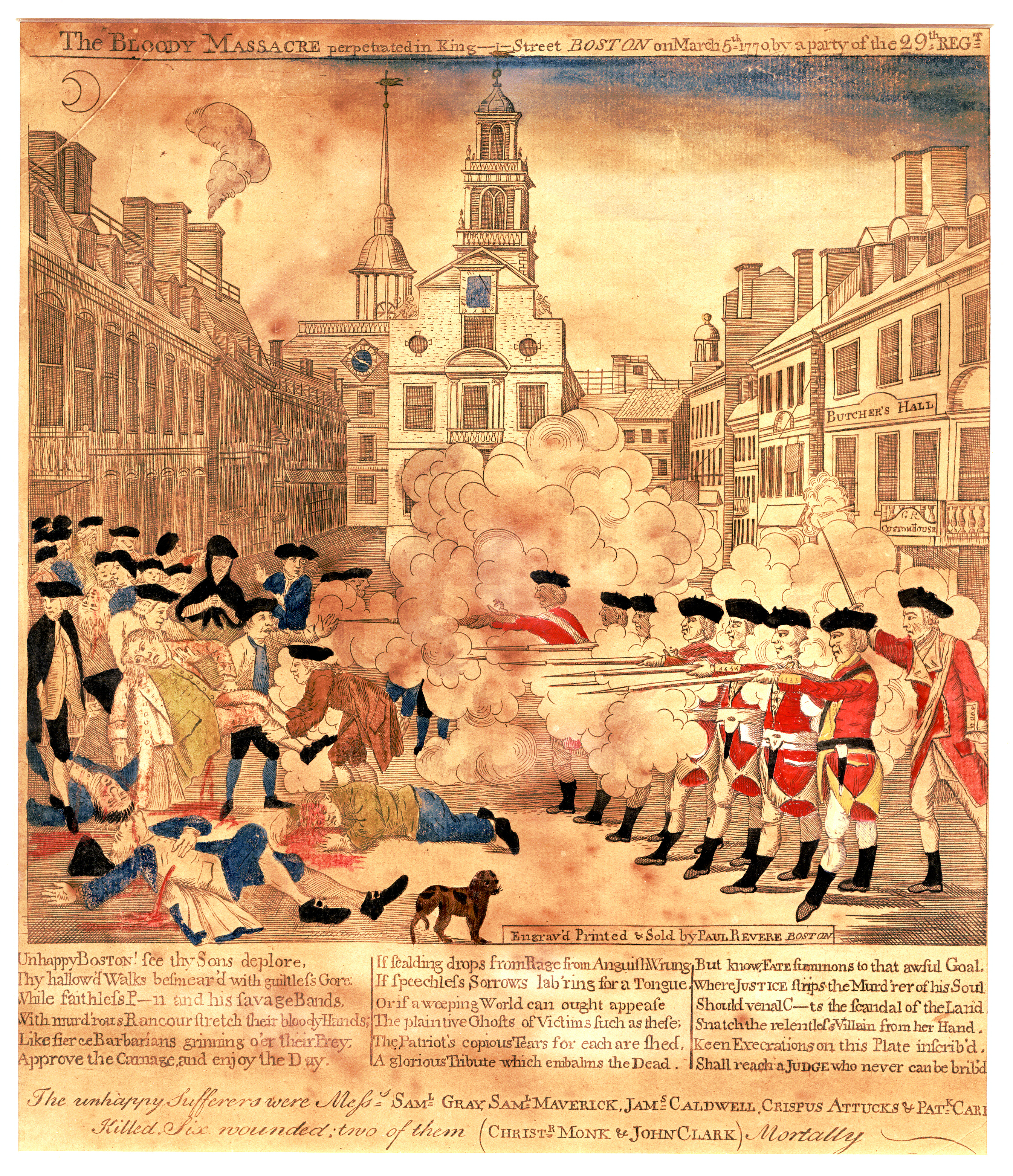
A bostoni sortűz

A bostoni sortűz (Boston Massacre, 1770. március 5.) az amerikai függetlenségi háború egyik előzménye. Az az esemény, aminek során a Bostonba a nem sokkal korábban megérkezett brit katonák a dühöngő tömegbe lőttek, öt embert megölve, és még többet megsebesítve.

## Előzmények
1765-ben érvénybe lépett a bélyegtörvény. Ez minden dokumentumra, legyen az hivatalos levél vagy egy egyszerű szórólap, adót vetett ki, melynek a bevételeiből a brit haderő az Észak-Amerikában tartózkodó csapatainak a költségét akarta kiegyenlíteni. 1765 októberében az ún. Bélyegtörvény Kongresszus hivatalos tiltakozólevelet küldött Nagy-Britanniába a törvény ellen, bár hivatalosan elismerte azt.
1767-től a parlament kiadta a Townshend-törvényeket, melyekkel minden, amerikai területre behozott árura adót vetett ki. John Hancockot csempészettel vádolták, és a bostoni helyőrség 1768. június 10-én lefoglalta a hajóját, a Libertyt. Utcai tüntetések törtek ki; ezt a vámtisztek jelentették Londonnak.

## A sortűz
Március ötödikén estefelé a brit Hugh White közlegény a King Streeten, a vámház előtt állt őrt. Egy fiatal parókakészítő-tanonc lépett oda hozzá, és John Goldfinch kapitány felől érdeklődött, mivel szerintük nem fizette ki a számláját a boltban. Goldfinch valójában még az ezt megelőző napon kifizette a számlát, ezért figyelmen kívül hagyta a fiatal fiú mondandóját. White közlegény, védve a felettesét, megjegyezte, hogy beszélhetne udvariasabban is vele. Vitába keveredtek, s a végén a katona a puskájával oldalba vágta a fiút, akinek a barátai is bekapcsolódtak a vitába. A kiabálás nagy tömeget vonzott a King Streetre, s egyre több feldühödött bostoni polgár gyűlt köréjük. A harangokat is megkongatták, így a bostoniak közül sokan azt hitték, hogy kigyulladt valami. Ekkorra már több mint ötvenen vették körbe az őrt. White eközben erősítésért küldött, és meg is érkezett Thomas Preston kapitány az őrjáratával: William Wemms, Hugh Montgomery, John Carroll, William McCauley, William Warren és Matthew Kilroyb közlegényekkel. Preston saját elmondása alapján a katonák visszább szorították az addigra több száz fősre nőtt tömeget, de az emberek nem hagyták annyiban a dolgot, és „Tűz!” felkiáltással hógolyókkal és kisebb tárgyakkal kezdték dobálni a brit katonákat. Egy helyi kocsmáros, Richard Palmes a kezében egy ütővel odalépett Prestonhoz, és megkérdezte, hogy a katonák puskái töltve vannak-e. A kapitány biztosította a kocsmárost, hogy mindegyik fegyver töltve van, de a katonák addig nem tüzelnek, amíg nem kapnak parancsot arra. (Preston kapitány amúgy is nehezen adhatott volna ki tűzparancsot, mivel a katonái előtt állt.) Ekkor egy eldobott tárgy fejbetalálta Montgomery közlegényt, aki a földre rogyott, és a muskétáját is elejtette. Feltápászkodván, káromkodva azt kiáltotta, hogy „Tűz!”, habár ilyen parancsot nem kapott senkitől. Palmes, a kocsmáros ekkor az ütőjével hatalmasat vágott a közlegény karjára, és majdnem sikerült Preston kapitányt is fejbecsapnia, de neki szintén csak a kezét találta el. Hirtelen csend állt be a téren, majd eldördültek az első lövések: a katonák a tömeg közé lőttek, habár a kapitány nem adott ilyen parancsot. Tizenegy ember sérült meg, ebből három amerikai, Samuel Grey kötélkészítő mester, egy szökött rabszolga, Crispus Attuck és egy tengerész, James Caldwell azonnal meghalt. A megdöbbent amerikaiak elhagyták a teret, és a közelben lévő utcákon gyülekeztek. Preston kapitány erősítésért küldött, és a 29. gyalogsági ezred katonái azonnal körbevették a vámház bejáratát. Időközben Boston kormányzója is megjelent, aki megígérte, hogy a felelősöket bíróság elé fogja állítani, amennyiben a tömeg feloszlik.

## Következmény
A hazafi Samuel Adams ezt kihasználva tovább feszítette a húrt a britek és a kolóniák közti kapcsolatban. Az ellenállás valamelyest legyengült, amikor 1770-ben a brit parlament az adók nagy részét megszüntette. Csak a teán maradt, amit a hazafiak még mindig elleneztek, mondván, hogy kizárólag a saját képviselőjük szabhat ki adókat rájuk. A gyarmatok azonban nem kaptak lehetőséget a nagy-britanniai törvényhozásban való részvételre.
1773-ban kiadták a teatörvényt. Ez a közvetlen előzménye volt a bostoni teadélutánnak, ami pedig a függetlenségi háborúhoz vezetett.